# بول هويت
بول هويت (بالفرنسية: Paul Huet )‏ (و. 1803 – 1869 م) هو رسام، ونقاش فرنسي، ولد في باريس، توفي في باريس، عن عمر يناهز 66 عاماً.

## التعليم
تعلم في المدرسة الوطنية للفنون الجميلة.

## جوائز
حصل على جوائز منها:
- وسام جوقة الشرف من رتبة فارس.

## روابط خارجية
- بول هويت على موقع الموسوعة البريطانية (الإنجليزية)